# Ray Treacy
Ray Treacy (Dublín, 18 de junio de 1946 - 10 de abril de 2015) fue un entrenador y jugador de fútbol irlandés que jugaba en la demarcación de delantero.

## Biografía
Tras formarse en la cantera del club debutó como futbolista con el West Bromwich Albion FC. Jugó en el club durante tres años, llegando a ganar la Copa de la Liga de Inglaterra en 1966. Un año después dejó el club para fichar por el Charlton Athletic FC. Jugó un total de 149 partidos con el club y marcó 44 goles, siendo el club donde más partidos disputó. También jugó para el Swindon Town FC, Preston North End FC, Oldham Athletic FC —donde jugó en calidad de cedido—, Toronto Blizzard en Canadá, Shamrock Rovers FC y para el Drogheda United FC, último club donde jugó como futbolista. Durante su etapa en el Drogheda ejerció el cargo de jugador-entrenador. También entrenó al Home Farm FC, durante ocho años, y para el Shamrock Rovers FC, con el que ganó la Liga Irlandesa de Fútbol en 1994 por delante del Cork City FC.
Falleció el 10 de abril de 2015 tras una breve enfermedad.

## Selección nacional
Jugó un total de 42 partidos con la selección de fútbol de Irlanda. Hizo su debut el 4 de mayo de 1966 contra Alemania Occidental en un partido amistoso que finalizó por 0-1 a favor del conjunto alemán. Llegó a jugar varias clasificaciones para jugar la Eurocopa y la Copa del Mundo, pero nunca llegó a disputar las siguientes fases. Tras trece años con la selección, jugó su último partido el 26 de septiembre de 1979 contra Checoslovaquia en un partido amistoso.

### Goles internacionales
| # | Fecha                   | Estadio                           | Oponente       | Gol | Resultado | Competición                                          |
| - | ----------------------- | --------------------------------- | -------------- | --- | --------- | ---------------------------------------------------- |
| 1 | 22 de noviembre de 1967 | Eden Arena, Praga, Checoslovaquia | Checoslovaquia | 1–1 | 1–2       | Clasificación para la Eurocopa de 1968               |
| 2 | 15 de noviembre de 1972 | Dalymount Park, Dublín, Irlanda   | Francia        | 2–1 | 2-1       | Clasificación para la Copa Mundial de Fútbol de 1974 |
| 3 | 10 de mayo de 1975      | Lansdowne Road, Dublín, Irlanda   | Suiza          | 2–0 | 2–1       | Clasificación para la Eurocopa de 1976               |
| 4 | 5 de abril de 1978      | Lansdowne Road, Dublín, Irlanda   | Turquía        | 3–0 | 4–2       | Amistoso                                             |
| 5 | 5 de abril de 1978      | Lansdowne Road, Dublín, Irlanda   | Turquía        | 4–0 | 4–2       | Amistoso                                             |

## Clubes

### Como futbolista
| Club                        | País       | Año         | Partidos | Goles |
| --------------------------- | ---------- | ----------- | -------- | ----- |
| West Bromwich Albion FC     | Inglaterra | 1964 - 1967 | 5        | 1     |
| Charlton Athletic FC        | Inglaterra | 1967 - 1972 | 149      | 44    |
| Swindon Town FC             | Inglaterra | 1972 - 1974 | 55       | 16    |
| Oldham Athletic FC (cedido) | Inglaterra | 1974 - 1975 | 3        | 1     |
| Preston North End FC        | Inglaterra | 1974 - 1976 | 58       | 11    |
| West Bromwich Albion FC     | Inglaterra | 1976 - 1977 | 21       | 6     |
| Toronto Blizzard            | Canadá     | 1977 - 1978 | 23       | 5     |
| Shamrock Rovers FC          | Irlanda    | 1978 - 1980 | 71       | 35    |
| Drogheda United FC          | Irlanda    | 1980 - 1982 | 26       | 11    |

### Como entrenador
| Club               | País    | Año         |
| ------------------ | ------- | ----------- |
| Drogheda United FC | Irlanda | 1980 - 1982 |
| Home Farm FC       | Irlanda | 1982 - 1990 |
| Shamrock Rovers FC | Irlanda | 1992 - 1996 |

## Palmarés

### Como futbolista

#### Campeonatos nacionales
| Título                        | Club                    | País       | Año  |
| ----------------------------- | ----------------------- | ---------- | ---- |
| Copa de la Liga de Inglaterra | West Bromwich Albion FC | Inglaterra | 1966 |
| Copa de Irlanda               | Shamrock Rovers FC      | Irlanda    | 1978 |

### Como entrenador

#### Campeonatos nacionales
| Título                   | Club               | País    | Año  |
| ------------------------ | ------------------ | ------- | ---- |
| Liga Irlandesa de Fútbol | Shamrock Rovers FC | Irlanda | 1994 |